# Vladímir Fórtov
Vladímir Yevguénievich Fórtov (en ruso: Влади́мир Евге́ньевич Фо́ртов; Noguinsk, 23 de enero de 1946 - Moscú, 29 de noviembre de 2020) fue un físico soviético y ruso, académico de la Academia de Ciencias de Rusia en 1991 y Presidente de la Academia de Ciencias de Rusia entre 2013 y 2017. Laureado con el Premio Estatal de la URSS (1988) y Premio Estatal de la Federación de Rusia (1997). Caballero Titular de la Orden al Mérito por la Patria.

## Biografía
Hijo de Yevgueni Viktórovich Fórtov (1916-1977), un ingeniero-teniente que trabajó como ingeniero de armamento e ingeniero jefe de energía en el 30.º Instituto Central de Investigación Científica del Ministerio de Defensa y de Galina Ivánovna (1917-1993), una maestra de historia.
En 1962 se graduó de la escuela secundaria con una medalla de plata. Luego ingresó al Instituto de Física y Tecnología de Moscú (MIPT) en la Facultad de Aerofísica y Matemática Aplicada. En 1968 se graduó con honores en termodinámica y aerodinámica y fue admitido en el curso de posgrado en el Instituto de Física y Tecnología de Moscú (supervisor - Vit. M. Ievlev). En 1971 defendió su tesis doctoral sobre el tema "Física térmica del plasma de motores de cohetes nucleares" antes de lo previsto.
De octubre de 1971 a mayo de 1986 trabajó en el departamento del Instituto de Física Química de la Academia de Ciencias de la URSS (OIKP) en Chernogolovka (ahora Instituto de Problemas de Física Química de la Academia de Ciencias de Rusia). Él dijo alguna vez: "Según mis propios recuerdos, llegué a la OIHF gracias a un encuentro casual con el académico Zel'dovich en un simposio científico." En 1976 defendió su tesis doctoral sobre el tema "Investigación de plasma no ideal por métodos dinámicos". Desde 1982 fue profesor con licenciatura en física química, incluida la física de combustión y explosión. Entre 1986 y 1992 se desempeñó como jefe del departamento del Instituto de Altas Temperaturas de la Academia de Ciencias de la URSS (ahora JIHT RAS) y, al mismo tiempo, jefe del laboratorio de la OIHF.
En 1987 fue elegido miembro correspondiente de la Academia de Ciencias de la URSS en el Departamento de Problemas Físicos y Técnicos de Ingeniería de Energía (especialidad "física térmica"), y en 1991, miembro de pleno derecho de la Academia de Ciencias de Rusia en la Sección de Física, Ingeniería de Energía y Radioelectrónica. De 1992 a 2007 fue director del Instituto de Termofísica de Estados Extremos, JIHT RAS. De 1993 a 1997 fue Presidente de la Fundación Rusa para la Investigación Básica. De 1996 a 2001 fue Vicepresidente de la Academia de Ciencias de Rusia.
En agosto de 1996, fue nombrado presidente del Comité Estatal de Ciencia y Tecnología de la Federación de Rusia, entonces Ministro de Ciencia y Tecnología, al mismo tiempo, hasta marzo de 1997, fue Vicepresidente del Gobierno de la Federación de Rusia; en marzo de 1998 se retiró como parte del gabinete de Chernomyrdin. De 2007 a 2018 fiue Director de JIHT RAS. También fue jefe del departamento de física de procesos de alta temperatura en el Instituto de Física y Tecnología de Moscú (Facultad de Física Química y Molecular). De 2002 a junio de 2013 fue Académico-Secretario del Departamento de Energía, Ingeniería Mecánica, Mecánica y Procesos de Control (OEMMPU) RAS. Desde 2010 fue miembro del Consejo Asesor Científico de la Fundación Skolkovo.
Además, desde 2011, fue miembro del Patronato de la Universidad Federal del Norte (Ártico) que lleva el nombre de Lomonosov.

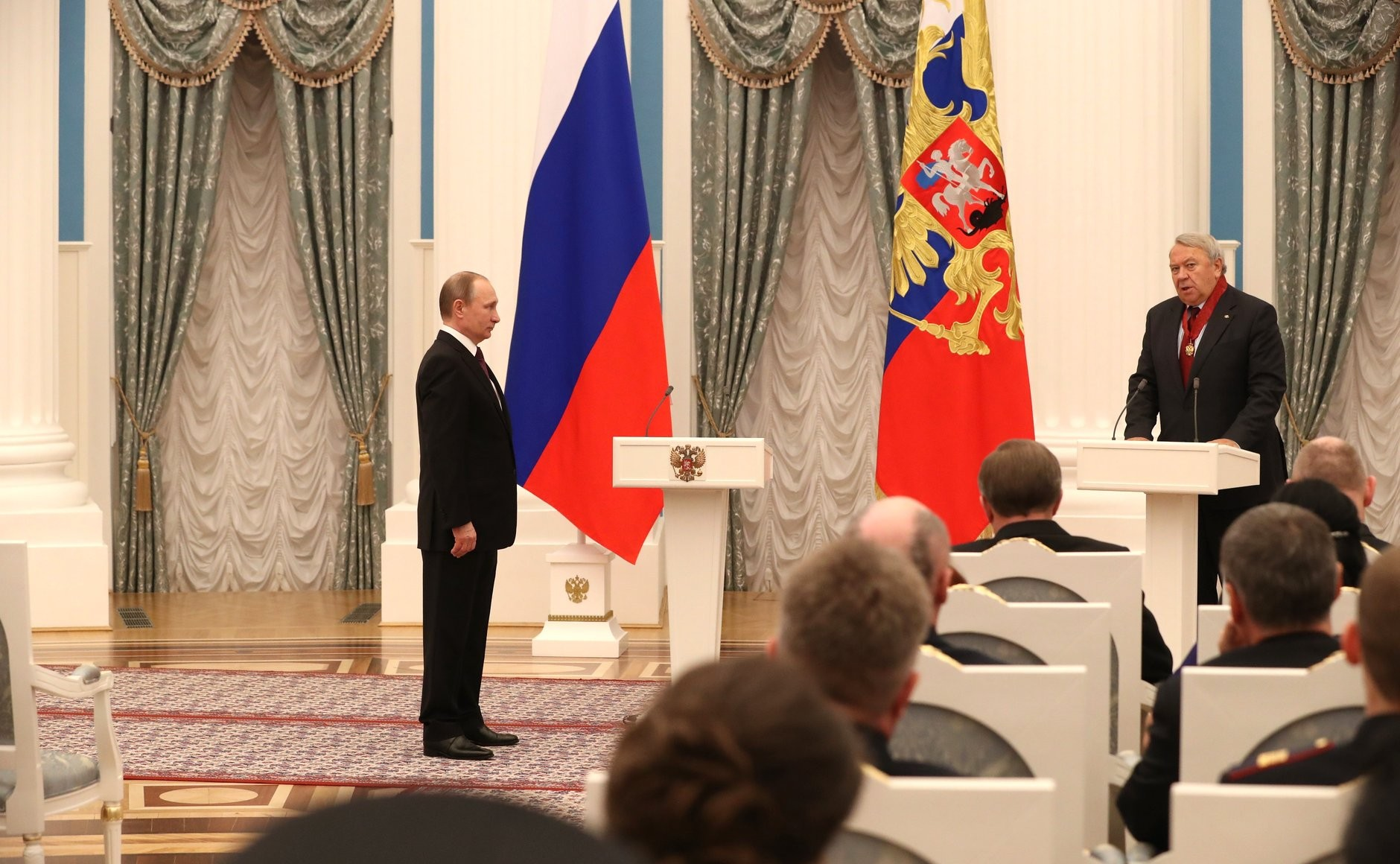
Concesión de la Orden al Mérito por la Patria, grado II, 10 de marzo de 2016.

El 29 de mayo de 2013, por la asamblea general de la Academia de Ciencias de Rusia, fue elegido presidente de la Academia, obteniendo el 58,3% de los votos. Para la votación secreta, los miembros de la Asamblea General de la Academia de Ciencias de Rusia recibieron 1314 votos, 1313 personas votaron. Los competidores de Fortov, fueron los académicos Zhores Alferov y Alexander Nekipelov, recibieron el 26,3% y el 10,9% de los votos, respectivamente, y no votaron por ninguno de los candidatos, 59 personas (4,5%).
En febrero de 2017, recibió el apoyo del Presidium de la Academia de Ciencias de Rusia para la reelección al cargo de Presidente de la Academia para un nuevo mandato. Las elecciones iban a tener lugar a finales de marzo. Sin embargo, inmediatamente antes de las elecciones, Fortov retiró su candidatura (lo mismo hicieron otros dos candidatos, A. A. Makarov y V. Ya. Panchenko), y las elecciones se pospusieron. El mandato de Fortov como presidente de la Academia de Ciencias de Rusia expiró el 27 de marzo de 2017. El 22 de marzo, el vicepresidente de la Academia de Ciencias de Rusia, V. V. Kozlov, fue nombrado director interino de la Academia de Ciencias de Rusia antes de que las elecciones se pospusieran hasta el otoño de 2017. El propio Fortov estaba en contra de la extensión de sus poderes para el período anterior a las elecciones, deseando evitar conflictos de intereses y abuso de estatus, aunque la mayoría de los miembros del RAS querían que permaneciera en el cargo durante este período. Pronto solicitó la destitución del presidente de la Academia de Ciencias de Rusia, que fue satisfecha por el presidente del Gobierno de la Federación de Rusia el 23 de marzo de 2017.
No se presentó en las elecciones de otoño, pero apoyó la candidatura de A. Sergeev. En la Junta General de la Academia, fue elegido nuevamente para el cargo de Secretario Académico de la OEMMPU RAS.

## Actividad científica
Sus principales trabajos están dedicados a la física de potentes ondas de choque en plasma denso y estados extremos de la materia. Bajo el liderazgo y con la participación directa de Fortov, se llevaron a cabo trabajos teóricos y experimentales en el campo de la física de altas densidades energéticas, la física del plasma no ideal y la física química, la física espacial, la teoría de la combustión y explosión, las propiedades termofísicas de las sustancias y su comportamiento en condiciones extremas.

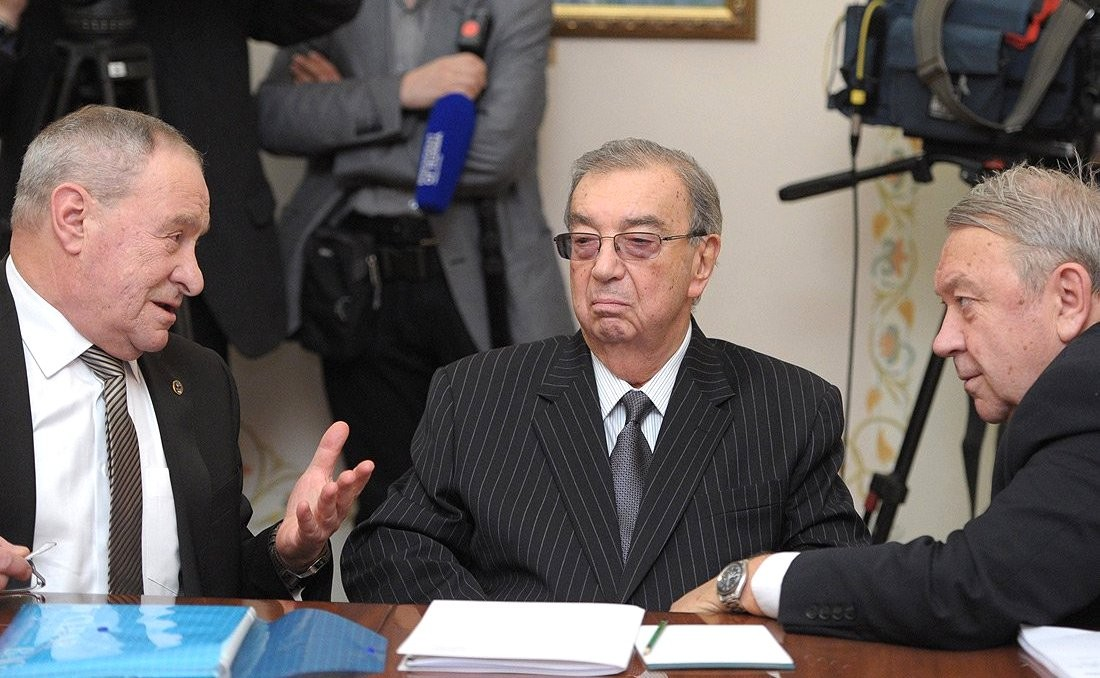
Fortov junto a los académicos Viktor Ivanter y Yevgueni Primakov.

En la ciencia mundial, también se le conoce como el creador y líder de una nueva dirección científica: la física dinámica del plasma no ideal. Los trabajos originales y generalizadores de Fortov y sus alumnos incluyen las monografías publicadas en los últimos años: "Plasma no ideal", "Ondas de choque fuertes y estados extremos de la materia", "Fenómenos de ondas de choque en la materia condensada", "Proceso adiabático de choque de la materia condensada a altas densidades de energía", "Estados extremos de la materia en la Tierra y en el espacio”.
Trabajó en la creación de bases científicas para la protección de la nave espacial durante la implementación del proyecto internacional "Vega", también el estudio del cometa Halley, sobre el modelado del proceso y el estudio de las consecuencias de la colisión del cometa Shoemaker - Levy 9 con Júpiter hizo una contribución significativa al desarrollo de la física espacial. Hizo una contribución fundamental a la implementación de una serie de estudios sobre física de altas densidades de energía en el complejo Angara-5-1.
El ciclo de experimentos realizados en la década de 2010 bajo el liderazgo de Fortov para estudiar la formación de estructuras ordenadas cuasicristalinas en plasma, incluido el experimento espacial único Plasma Crystal, lanzado en el complejo orbital Mir en 1998 y continuando en el International estación espacial (ISS).
En el Instituto de Física y Tecnología de Moscú, bajo la supervisión científica de Fortov, se defendieron 11 tesis doctorales y más de 30 candidaturas. Fue editor jefe de la revista "Física térmica de altas temperaturas", miembro del consejo editorial de la revista "Uspekhi fizicheskikh nauk", editor de la serie "Enciclopedia de plasma de baja temperatura", editor jefe de la revista de divulgación científica "En el mundo de la ciencia" y editor jefe de las revistas "Informes de la Academia de Ciencias" y "Boletín de la Academia de Ciencias de Rusia".
Las publicaciones científicas de Fórtov fueron citadas en total más de 30 mil veces, el índice de Hirsch es 66 (según el RSCI para 2020).

## Vida personal
Fue máster en Baloncesto y Vela. Candidato a Maestría de deportes en Ajedrez. Comenzó a navegar en su tercer año en el Instituto de Física y Tecnología de Moscú, donde había un club de yates. El yate navegó por el Cabo de Buena Esperanza y el Cabo de Hornos. Como parte de expediciones científicas internacionales, llegó a los polos norte y sur, sumergido en el vehículo de aguas profundas Mir hasta el fondo del lago Baikal Estaba casado y tenía una hija.
Falleció la mañana del 29 de noviembre de 2020 en el Hospital Clínico Central de Moscú por causa del COVID-19. Unos días antes de su muerte, sufrió un derrame cerebral. La despedida del académico Fortov Vladimir Evgenievich tuvo lugar el 2 de diciembre de 2020 en Moscú.

## Premios y reconocimientos
- Galardonado con cuatro premios del Gobierno de la Federación de Rusia (1997, 1999, 2003, 2010).
- Miembro de la Sociedad Planetaria Internacional (1996).
- Miembro de la Academia Europea (1998).
- Presidente de la Comisión de la Federación de Rusia para la UNESCO (1998-2005).
- Miembro de la Academia Internacional de Astronáutica (2000).
- Miembro de la Sociedad Max Planck (Academia de Ciencias), Alemania (2000).
- Miembro honorario de la American Physical Society (2001).
- Miembro extranjero, Academia Nacional de Ingeniería de EE . UU. (2002).
- Miembro extranjero de la Academia Nacional de Ciencias de Georgia (2002).
- Miembro de la Royal Academy of Engineering del Reino Unido (2003).[22]
- Miembro de la Real Academia Sueca de Ingeniería (2004).
- Vicepresidente del Consejo Científico Internacional del Programa de Ciencias Básicas de la UNESCO (2005).
- Profesor emérito , Universidad Ben Gurion, Israel (2009).
- Profesor invitado, Departamento de Física, Imperial College, Reino Unido (2009-2013).
- Profesor honorario de la Universidad de Frankfurt (2010).
- Miembro del Consejo Científico Asesor del Centro de Innovación de Skolkovo (2010).
- Lector de Mendeleev - LXVI Lecturas de Mendeleev (2010).
- Miembro extranjero de la Academia Nacional de Ciencias de EE. UU. (2014).[23]
- Doctor honoris causa por la Universidad Politécnica de Valencia, España (2016).[24]

## Publicaciones principales
- Kanel G.I., Razorenov S.V., Utkin A.V., Fortov V.E. Perfiles experimentales de ondas de choque en sustancias condensadas. - М., 2008.- 248 p.
- Fortov V.E., Khrapak A.G., Yakubov I.T., Física del plasma no ideal. - M., 2010 .-- 528 p.
- Artículos e informes seleccionados de Fortov V.E. - Chernogolovka: IPHF RAS, 2005 .-- 575 p.
- Fortov V.E. Estados extremos de la materia. - M., 2009 .-- 304 p.
- Fortov VE Ecuaciones de estado de la materia desde un gas ideal hasta un plasma de quarks-gluones. - M., 2012 .-- 492 p.
- Fortov V., Iakubov I., Khrapak A. Física del plasma fuertemente acoplado. - Prensa de la Universidad de Oxford, 2006
- Ebeling W., Fortov V., Filinov V. Estadísticas cuánticas de gases densos y plasmas no ideales. - Springer, 2017

Algunos articulos:
- Fortov, V.E., Métodos dinámicos en física del plasma, Phys . - 1982. - T. 138. - Edición. 3. - P. 361-412.
- Bushman A.V., Fortov V.E., Modelos de la ecuación del estado de la materia, Phys. - 1983.T. 140. - Edición. 2. - S. 177-232.
- Anisimov, S.I., Prokhorov, A.M. y Fortov, V.E., Aplicación de láseres de alta potencia al estudio de la materia a presiones ultraaltas, Phys. - 1984. - T. 142. - Emisión. 3. - S. 395-434.
- Avrorin, E.N., Vodolaga, B.K., Simonenko, V.A. y Fortov, V.E., Ondas de choque potentes y estados extremos de la materia, Phys. - 1993. - T. 163. - No. 5. - S. 1-34.
- Fortov V.E., Gnedin Yu.N., Ivanov M.F., Ivlev A.V., Klumov B.A. Colisión del cometa Shoemaker-Levy 9 con Júpiter: lo que vimos // Phys. - 1966. - T. 166. - No. 4. - P. 391-422.